# Zafimaniry

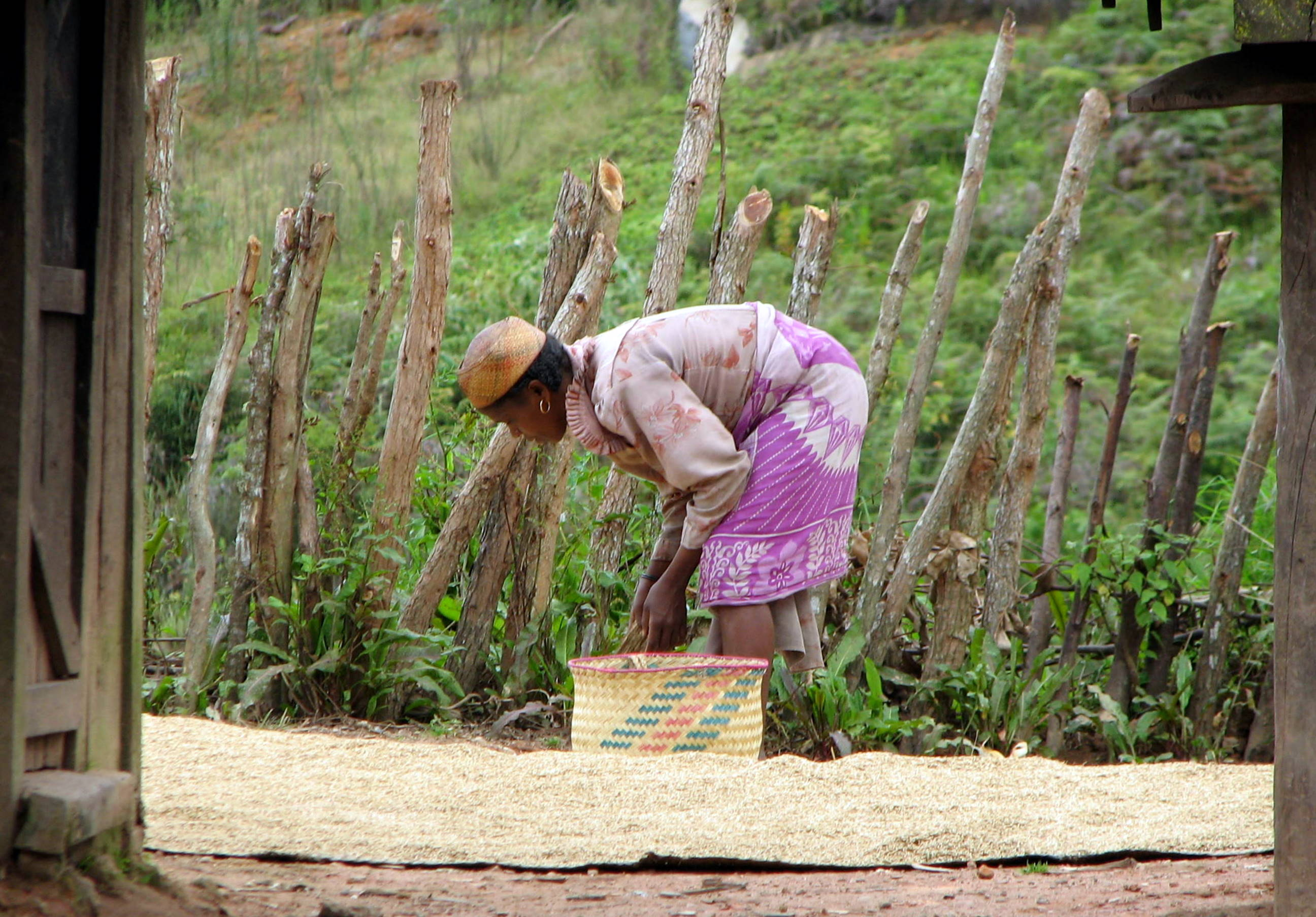
Mujer zafimaniry.

Los zafimaniry son un pueblo de Madagascar que ocupan la parte sur de las tierras centrales de la isla. Algunos los consideran como un subgrupo de los betsileos. Se establecieron en el siglo XVIII en las montañas boscosas y retrocedieron al sureste del país para huir de la deforestación. Actualmente, alrededor de unos 25 000 zafimaniry viven en un centenar de pueblos y aldeas dispersas en las montañas de la región.

## Artesanía de la madera

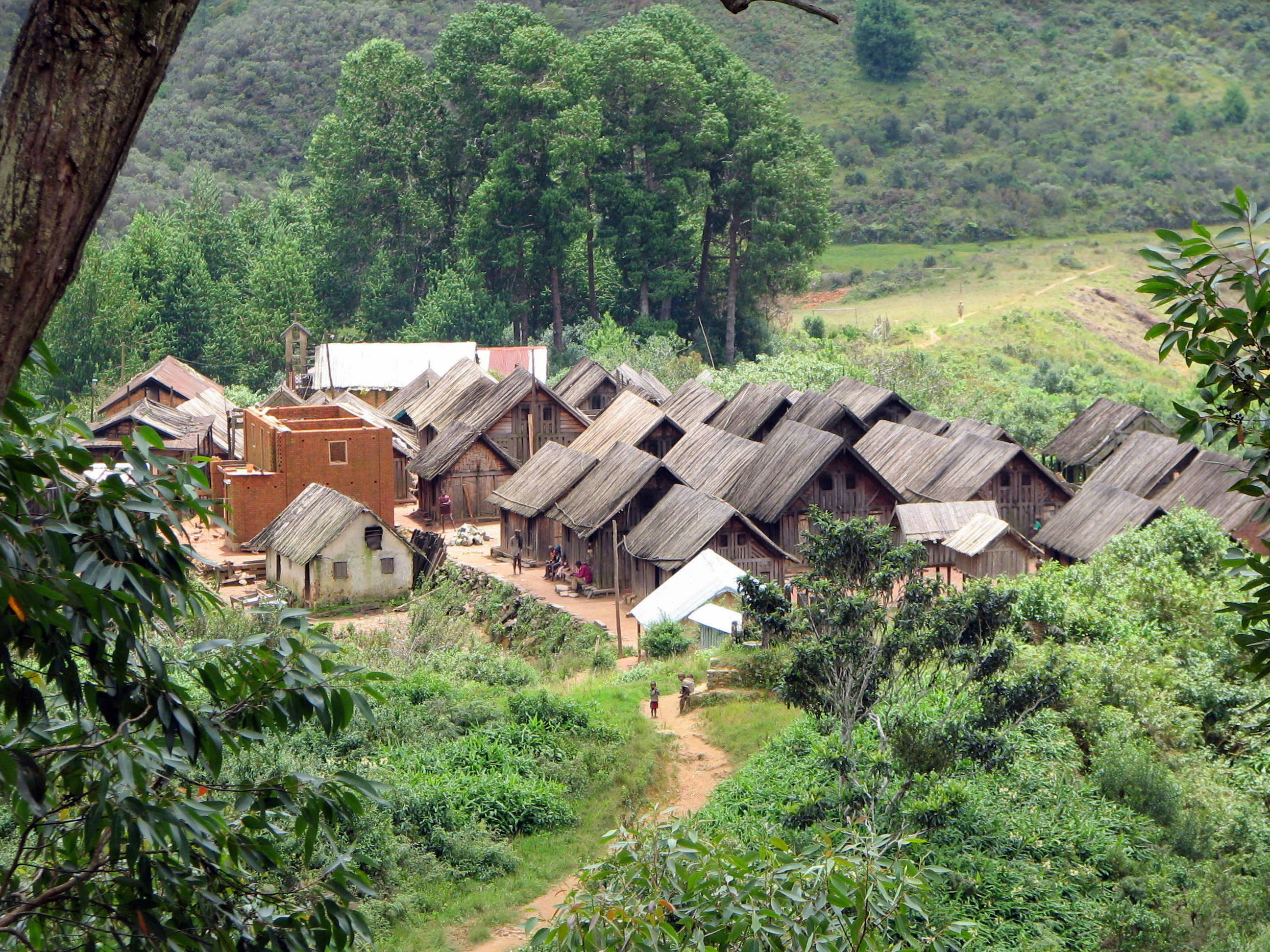
Ifasina, una aldea zafimaniry.

Los zafimaniry son madereros, carpinteros y artesanos desde generaciones. Han creado en torno al trabajo de la madera todo un conjunto de técnicas y conocimientos. Para su artesanía utilizan 20 especies locales de árboles diferentes, adaptados cada uno de ellos a un tipo de construcción o a una función decorativa específica. Prácticamente todas las superficies están revestidas de madera (muros, ventanas, vigas, baúles, taburetes, herramientas, etc.) y están ricamente labradas. Las casas y las tumbas se encajan según la técnica tradicional de la muesca y la espiga, sin servirse de clavos, bisagras u otras piezas metálicas. Los graneros tradicionales, colocados sobre pilares redondos, constituyen una particularidad distintiva del paisaje de montaña de la región.
Los motivos geométricos que decoran las mayoría de objetos de madera no solo reflejan los orígenes austronesios de la comunidad sino que también las influencias árabes de la cultura malgache e, incluso, la herencia de los misioneros escandinavos. Aunque existe un número limitado de motivos decorativos, no existen dos piezas iguales debido a la creatividad de los artesanos. Estos motivos son la expresión de las creencias y valores de los zafimaniry. Por ejemplo, la tanamparoratra (tela de araña) simboliza los lazos familiares mientras que el papintantely (panal de colmena) representa la vida comunitaria. Los motivos también indican la posición social del individuo en su grupo.
La Unesco proclamó el trabajo de la madera de los zafimaniry en 2003 como Patrimonio Cultural Inmaterial de la Humanidad, inscribiéndolo en 2008 en la Lista Representativa.

## Turismo y conservación
A pesar de que las aldeas de los zafimaniry son solo accesibles a pie, numerosos turistas las visitan. Aunque desde hace décadas venden estatuillas y objetos decorativos o de uso cotidiano en las ciudades del entorno para asegurar su sustento, el desarrollo turístico podría alterar las tradiciones del pueblo transformando a los aldeanos en simples fabricantes de objetos de artesanía para el turismo. 
Otro factor que pone en peligro la tradición de la artesanía de la madera, que también supone su principal fuente de ingresos, es la grave deforestación. Por ejemplo, ciertas aldeas que anteriormente estuvieron rodeadas de bosque están ahora a más de un día de camino de la masa forestal más cercana.